# Joós Tamás
Joós Tamás (Lenti, 1962. február 11.) énekmondó, zenész, előadóművész. kultúrház-igazgató.

## Életrajz
A lenti gimnáziumban tette le az érettségi vizsgát, ezt követően a szombathelyi Tanárképző Főiskola népművelő-történelem szakán diplomázott.  
Munkatársa volt a kőszegi Jurisics Vár Művelődési Központnak, 1987-től pedig vezetője a Megyei Művelődési és Ifjúsági Központ Bük-fürdői Üdülőhelyi Klubnak. 1994 és 2005 között a szombathelyi Oladi Művelődési Központ vezetője volt. 2000-ben a Pécsi Tudományegyetemen szerzett művelődési és felnőttképzési menedzser diplomát. 2005 és 2011. között a Vas Megyei Művelődési és Ifjúsági Központ igazgatója volt. 2011-2016. között Budapesten a X. kerületi Kőrösi Csoma Sándor Kőbányai Kulturális igazgatója majd ügyvezetője volt. 2017-2018. között a EMMI Kulturális Államtitkárságán főosztályvezető-helyettesként dolgozott.  
Jelenleg egyetemi és felnőttképzési oktató és előadóművész. Közművelődési szakértő, szakfelügyelő, auditor, illetve rendszeresen oktat kulturális, közművelődési ismereti tárgyakat a Nemzeti Művelődési Intézetben (NMI), illetve egyéb felnőttképzési szervezetekben és az OKJ tanfolyamok vizsgabizottságaiban is lát el elnöki, és tagi feladatokat. 2023. október 15-től főállású mesteroktató a Budapesti Gazdasági Egyetemen, óraadó a Kodolányi Egyetemen és az EDUTUS Egyetemen, valamint  a Színház -és Filmművészeti Szakgimnázium és Technikumban. 

## Lemezei
- A dolgok arcai, 2002
- Üveggolyók, 2004
- Sebed a világ – József Attila verse, 2005
- Gerendás Zsozsó és a Cinke'Singers, 2007

## Műsorai
- Muzsikás Mikulás – zenés mikulás napi gyermekműsor
- Kedvenc barátaim az állatok – gyermekműsor
- Szász Ilona: Violin király és Hanga királykisasszony  (zenés bábjáték)
- Üveggolyók – zenés gyermekműsor az azonos című gyermeklemez dalaiból
- MIKULÁS BÁCSI JÓ NAPOT! Verses-zenés összeállítás gyermekeknek
- „Három szegény szabólegény” együttes vidám zenés vándorlása
- Ballada éjjel – válogatás az erdélyi magyar irodalomból
- Magyarország messzire van... József Attila versek
- Kamaszságok – versek dalok kamaszoknak kamaszokról
- Kis, karácsonyi ének... zenés műsor advent idejére
- Indulj el. egy úton... népi énekek és históriás dalok
- Éneklő történelem – rendhagyó zenés történelemóra
- Átlátszó víz legyen... Cseh Tamás emlékest

## Díjak
- Vas Megye Önkormányzata Szolgálatáért Kulturális Tagozata 2004
- Vas Megye Önkormányzata Szolgálatáért „Ifjúsági Tagozata” 2007
- Wlassics Gyula-díj 2009
- Szombathely Ifjúságért-díj 2010
- Batthyány Emlékérem” Vas megye Szolgálatáért – 2011
- Bessenyei György-díj (EMMI) 2015